# Carmen Brusca
Carmen Ana Brusca (7 de noviembre de 1985) es una jugadora de futsal y una futbolista argentina que juega como defensora.
Es miembro  de la selección femenina de fútbol de Argentina. También jugó en el equipo Boca Juniors en Argentina. Participó del Mundial 2007.

## Selección nacional

### Participaciones en Copas del Mundo
| Torneo               | Sede  | Resultado    | Partidos | Goles | Asistencias |
| -------------------- | ----- | ------------ | -------- | ----- | ----------- |
| Copa Mundial de 2007 | China | Primera fase | 0        | 0     | 0           |

## Distinciones individuales
- Premio Alumni 2016 a Jugadora destacada de futsal femenino.[4][5]
- Premio Alumni 2017 a Jugadora destacada de futsal femenino.[6][7]